# Teca Calazans
Terezinha João Calazans, mais conhecida como Teca Calazans (Vitória, 20 de outubro de 1940), é uma cantora e compositora brasileira.
Com um estilo próprio de viver e descansar nas manhãs, ao contrário de outros, disse:
“Acontece que eu preciso de repouso matinal
Pois não desligo antes das cinco da manhã”— Teca Calazans

## Carreira
Teca Calazans foi criada no Recife, onde aprendeu a tocar violão e interessou-se pela música e pelo folclore pernambucanos.
Em 1964 participou de grupo teatral com Geraldo Azevedo e Naná Vasconcelos.
Em 1967 gravou um compacto simples no qual cantava Aquela Rosa, de Geraldo Azevedo.
Mudou-se para o Rio de Janeiro em 1968, onde trabalhou como atriz.
Na década de 70, viajou para a França, onde passou dez anos, voltando ao Brasil posteriormente.
Em 1989 voltou a morar nesse país europeu.

## Discografia
- Aquela rosa/Cirandas — Mocambo/Rozenblit (Compacto simples)
- Musiques et chants du Brésil (LP e CD)
- Caminho das águas (LP)
- Cadê o povo? (LP)
- Desafio de viola (LP)
- Jardin exotique (LP)
- Povo daqui - EMI (LP)
- Eu não sou dois - EMI (LP)
- Teca Calazans - EMI (LP)
- Mário 300, 350 (LP e CD)
- Mina do mar
- Villa-Lobos: serestas e canções
- O samba dos bambas
- Firoliu
- Pizindin: 100 anos de Pixinguinha
- Intuição
- Teca Calazans canta Villa-Lobos
- De cara nova
- Alma de Tupi
- Impressões sobre Maurício Carrilho & Meira